# NGC 4704
NGC 4704 este o astronomical radio source⁠(d) situată în constelația Câinii de Vânătoare. A fost descoperită în 9 aprilie 1787 de către William Herschel. Se află la o distanță de 93,33 de megaparseci de Pământ.